# Krupá (Kolín)
Krupá é uma comuna checa localizada na região da Boêmia Central, distrito de Kolín.